# Àrctia de jardí
L'àrctia de jardí (Arctia caja) és una espècie de lepidòpter ditrisi de la subfamília Arctiinae, família Erebidae, pròpia de la regió Holàrtica.

## Descripció
Té una envergadura alar de 45 a 65 mil·límetres. El disseny de les ales varia: les ales davanteres són de color marró amb un patró blanc (que no obstant això pot faltar); en canvi les ales posteriors són de color taronja amb un patró de punts negres.

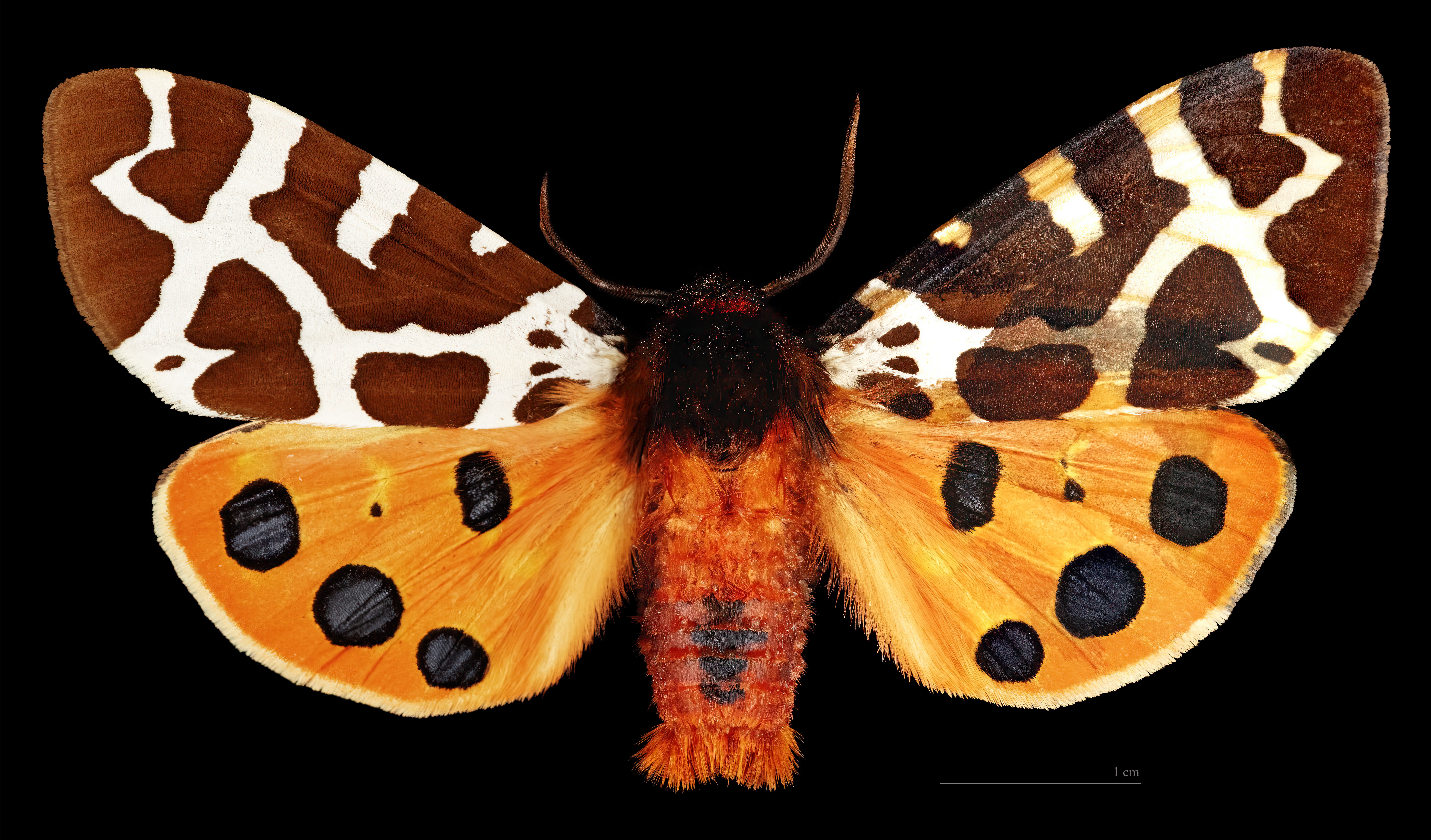
♂
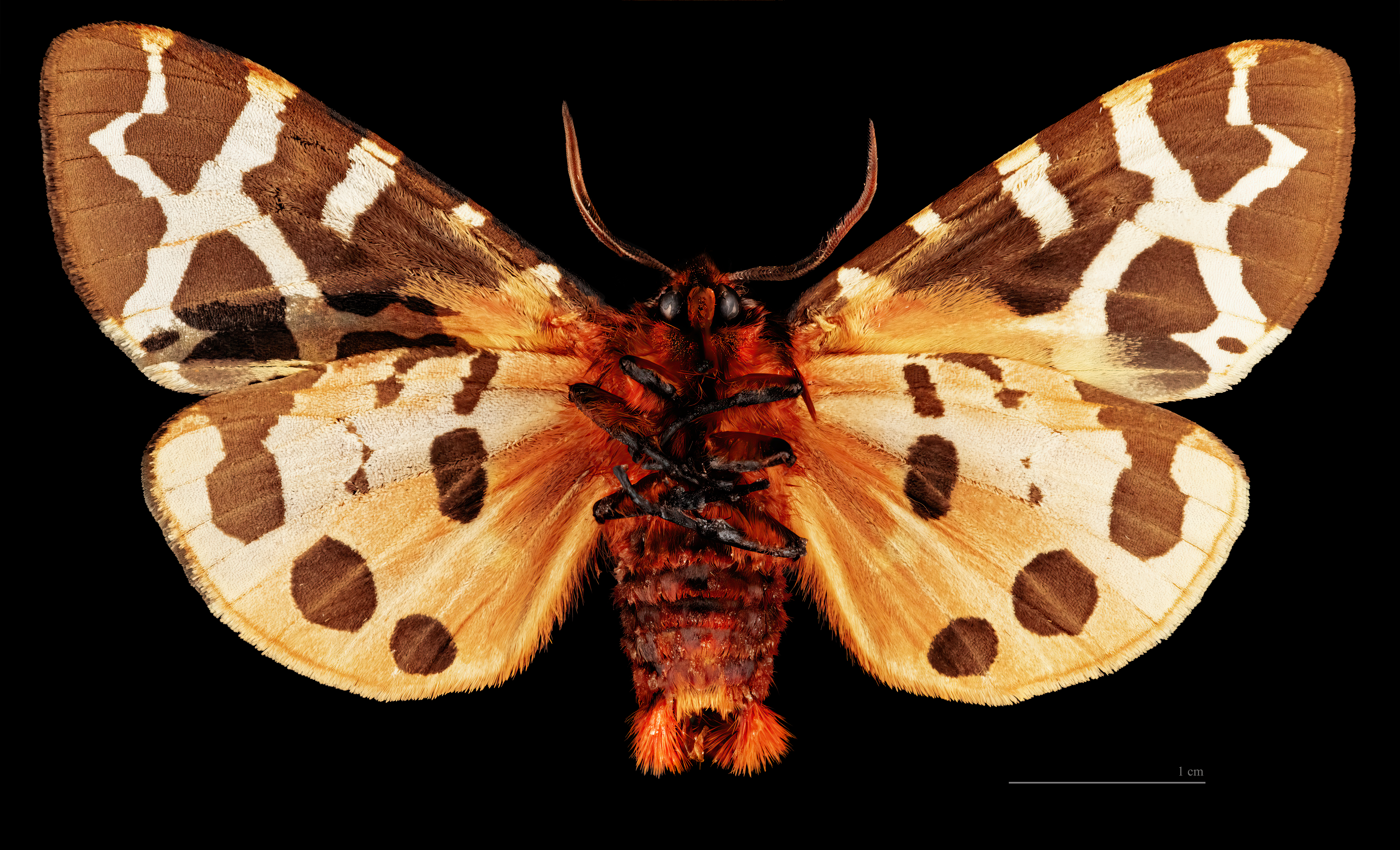
♂ △

Els patrons visibles serveixen com a advertència pels depredadors, ja que els líquids corporals de l'arna són verinosos. Els seus efectes no són encara completament coneguts, però se sap que contenen quantitats d'èsters de colina neurotòxics que actuen interferint amb el receptor d'acetilcolina.
Els colors també són ideals per als temibles depredadors com les aus petites: la papallona normalment oculta les seves ales posteriors sota les críptiques ales anteriors quan està descansant. Si percep una amenaça, mostra el color vermell i s'allunya volant. D'aquesta manera, es confon amb èxit i espanta als depredadors.
Hi ha moltes aberracions (variants del patró i color), obtinguts en part artificialment i en part per casualitat. Oberthür esmenta uns 500 variants diferents que es mostren en 36 figures. Seitz dona compte d'algunes aberracions amb nom.

## Història natural
Prefereix llocs humits, per la qual cosa és particularment comuna en valls fluvials així com en jardins i parcs. És nocturna i pot veure's normalment volant al voltant d'una font de llum. La larva té pèls llargs de color distintius i s'observa amb freqüència. Assoleix els 6 cm de llargada i fa el mort quan està en perill. Els adults són més comuns de juny a agost, en jardins, parcs, prats, pastures i zones de matolls.
Les femelles fan la posta a partir del juliol. Els ous de color blanc blavós són dipositats en les superfícies inferiors de les fulles. Les larves es desclouen a l'agost. Passen l'hivern a terra en llocs protegits i pupen de juny a juliol de l'any següent. Els imagos surten entre juliol i agost.
Les larves s'alimenten de diverses classes de plantes no llenyoses, així com arbustos i arbres. Es troben especialment sobre gerdera, móra, viburn, xuclamel, bruc i ginestes.

## Distribució
Es troba per tota la zona paleàrtica, Europa fins a Lapònia, nord d'Àsia i a l'Àsia central; també a Amèrica del Nord. A les muntanyes (Tien Shan) aquesta espècie és trobada fins a 3000 metres d'altura.

## Galeria

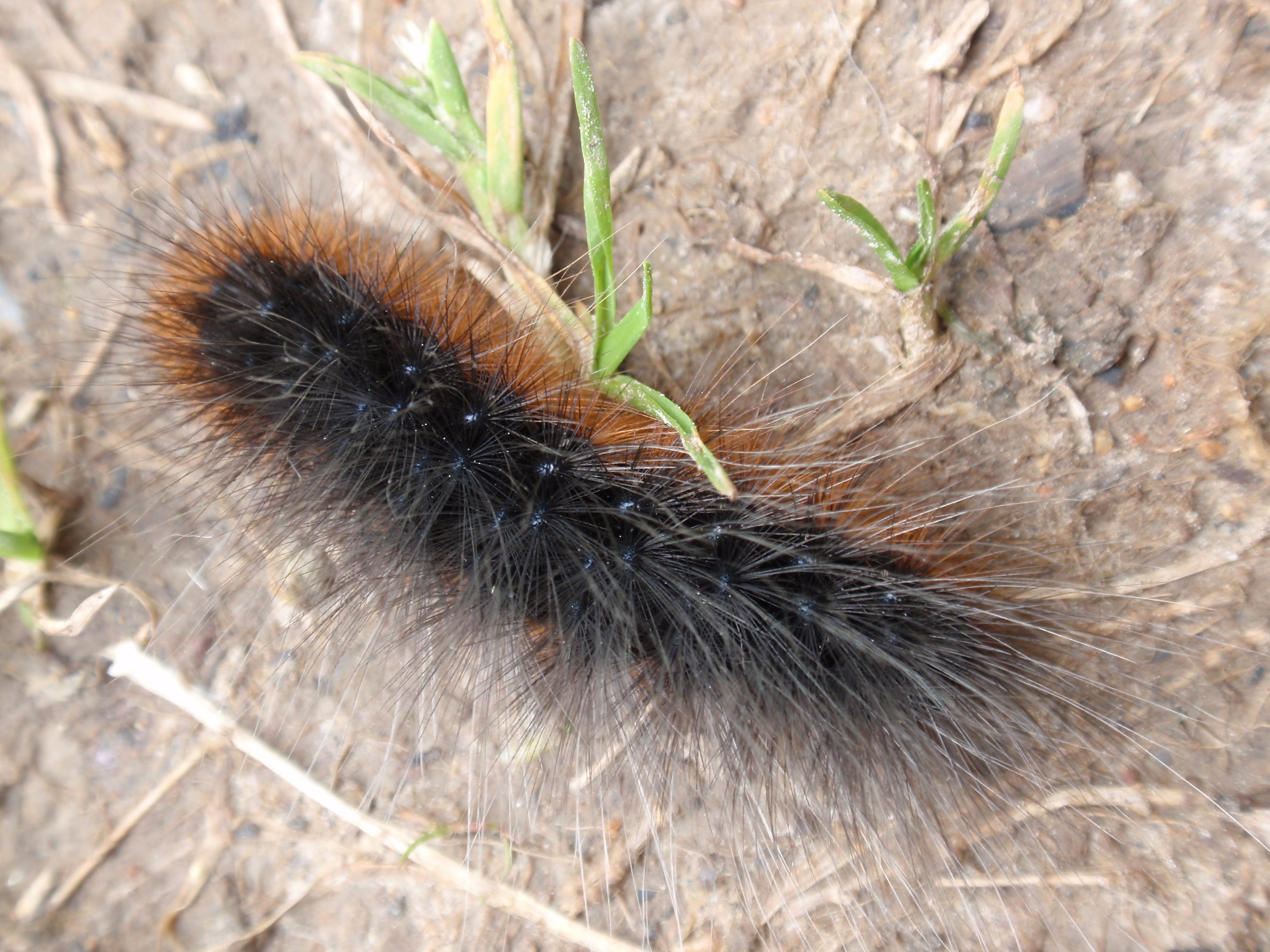
Arctia caja larva
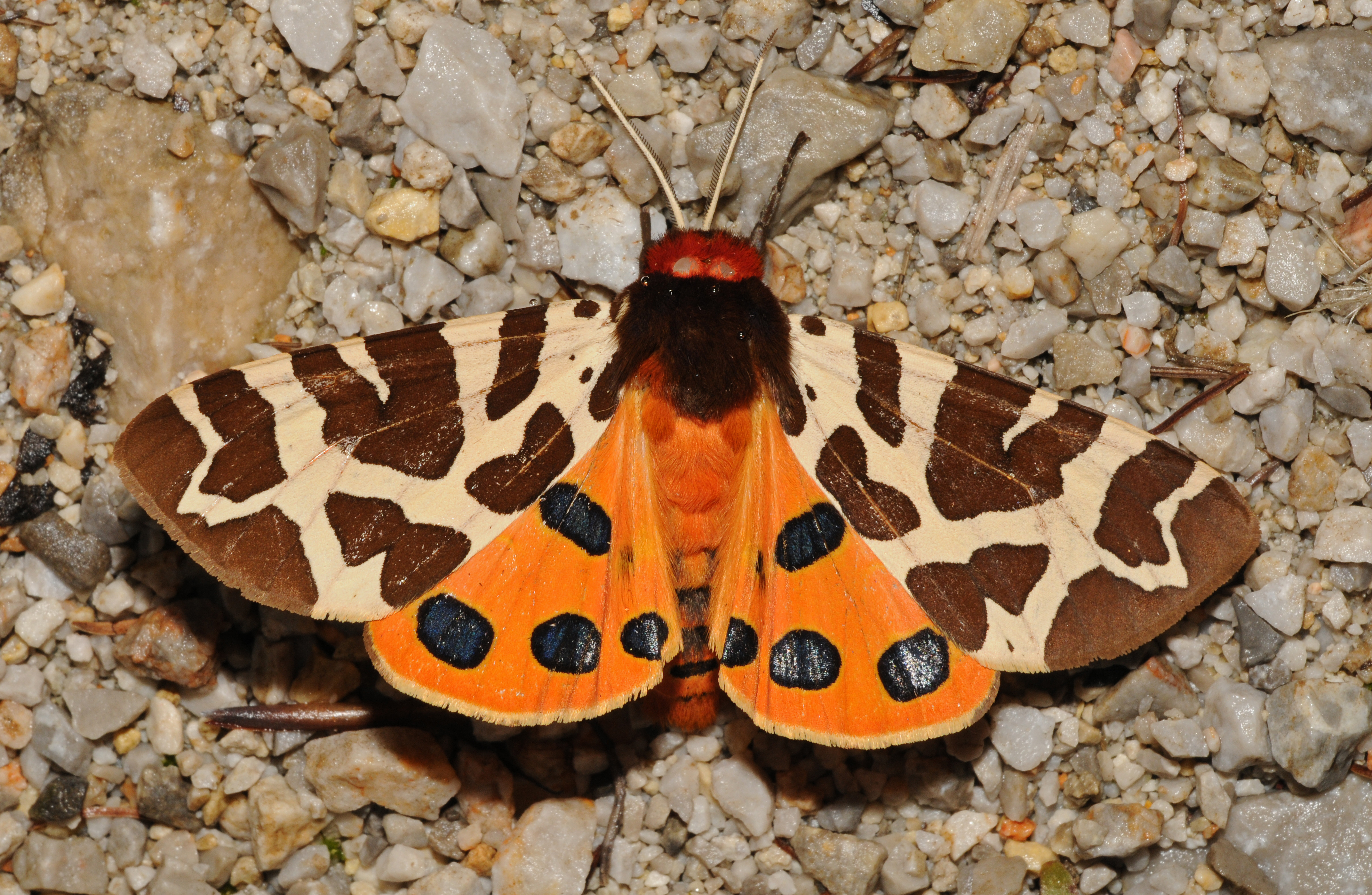
Arctia caja
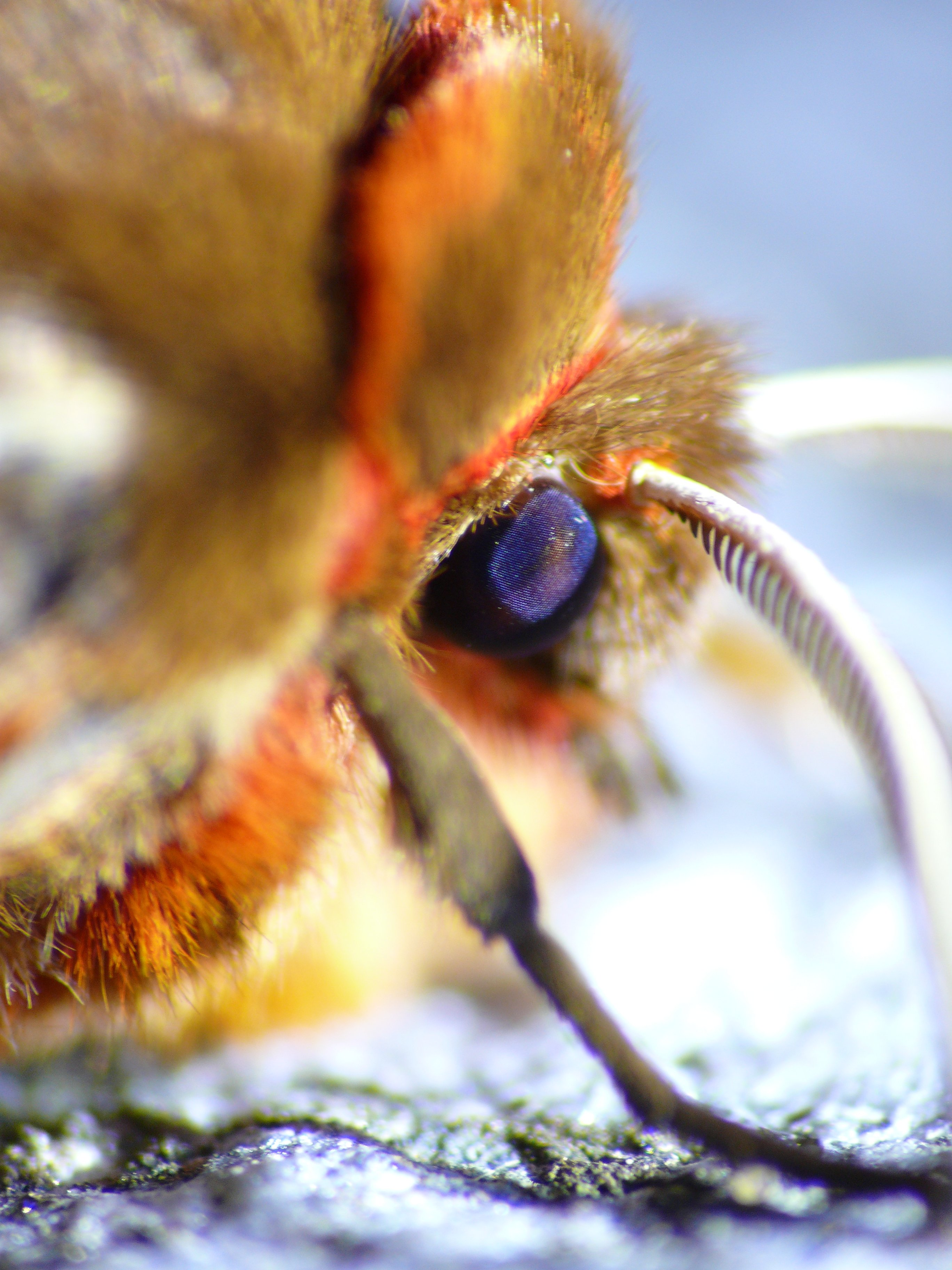
Arctia caja